# Elaine Zayak
Elaine Kathryn Zayak (Paramus, Nova Jérsei, 4 de abril de 1965) é uma ex-patinadora artística norte-americana, que competiu em provas individuais feminina. Ela conquistou três medalhas em campeonatos mundiais, sendo uma de ouro, uma de prata e uma de bronze.

## Principais resultados
| Resultados                                                            | Resultados      | Resultados        | Resultados       | Resultados        | Resultados       | Resultados        | Resultados    | Resultados        | Resultados    | Resultados    | Resultados    | Resultados    |
| Internacional                                                         | Internacional   | Internacional     | Internacional    | Internacional     | Internacional    | Internacional     | Internacional | Internacional     | Internacional | Internacional | Internacional | Internacional |
| Evento/Temporada                                                      | 1978– 1979      | 1979– 1980        | 1980– 1981       | 1981– 1982        | 1982– 1983       | 1983– 1984        |               | 1993– 1994        |               |               |               |               |
| --------------------------------------------------------------------- | --------------- | ----------------- | ---------------- | ----------------- | ---------------- | ----------------- | ------------- | ----------------- | ------------- | ------------- | ------------- | ------------- |
| Jogos Olímpicos                                                       |                 |                   |                  |                   |                  | 6.ª               |               |                   |               |               |               |               |
| Campeonato Mundial                                                    |                 | 11.ª              | Medalha de prata | Medalha de ouro   | WD               | Medalha de bronze |               |                   |               |               |               |               |
| Skate America                                                         |                 |                   |                  | Medalha de prata  |                  |                   |               |                   |               |               |               |               |
| Skate Canada International                                            |                 |                   | Medalha de ouro  |                   |                  |                   |               |                   |               |               |               |               |
| Internacional – Júnior                                                |                 |                   |                  |                   |                  |                   |               |                   |               |               |               |               |
| Campeonato Mundial Júnior                                             | Medalha de ouro |                   |                  |                   |                  |                   |               |                   |               |               |               |               |
| Nacional                                                              |                 |                   |                  |                   |                  |                   |               |                   |               |               |               |               |
| Campeonato dos Estados Unidos                                         |                 | Medalha de peltre | Medalha de ouro  | Medalha de bronze | Medalha de prata | Medalha de bronze |               | Medalha de peltre |               |               |               |               |
|                                                                       |                 |                   |                  |                   |                  |                   |               |                   |               |               |               |               |
| Legenda: WD = Abandonou; Competição não foi disputada nesta temporada |                 |                   |                  |                   |                  |                   |               |                   |               |               |               |               |